# دهستان الوندکوه شرقی
الوندکوه شرقی دهستانی است از توابع بخش مرکزی شهرستان همدان در استان همدان ایران.

## جمعیت
براساس سرشماری سال ۱۳۸۵ جمعیت آن ۶٬۴۴۸ نفر (۱٬۷۱۹ خانوار) بوده‌است.